# St. Nikola (Landshut)

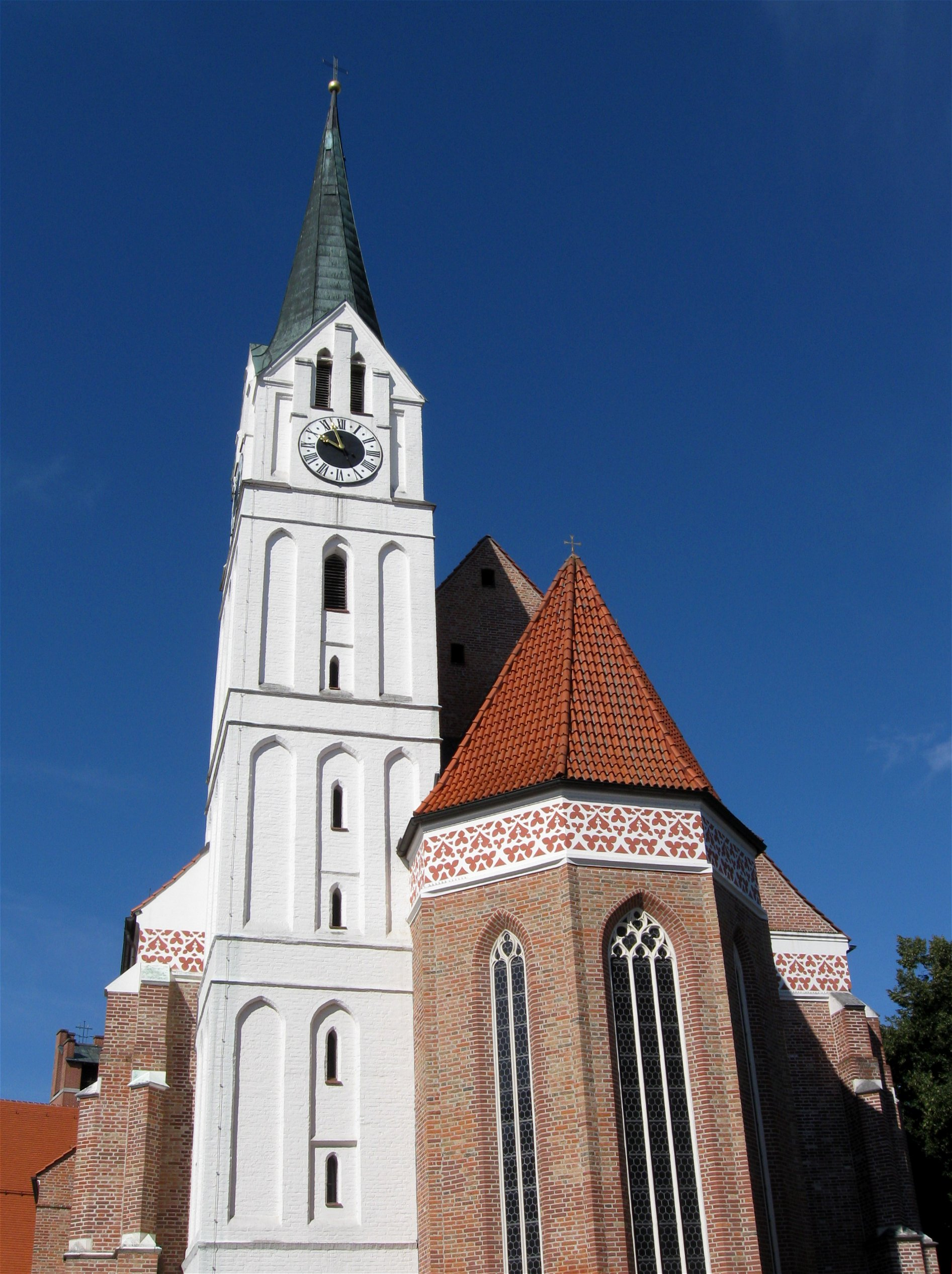
Kirche Alt-St. Nikola: Außenansicht von Osten

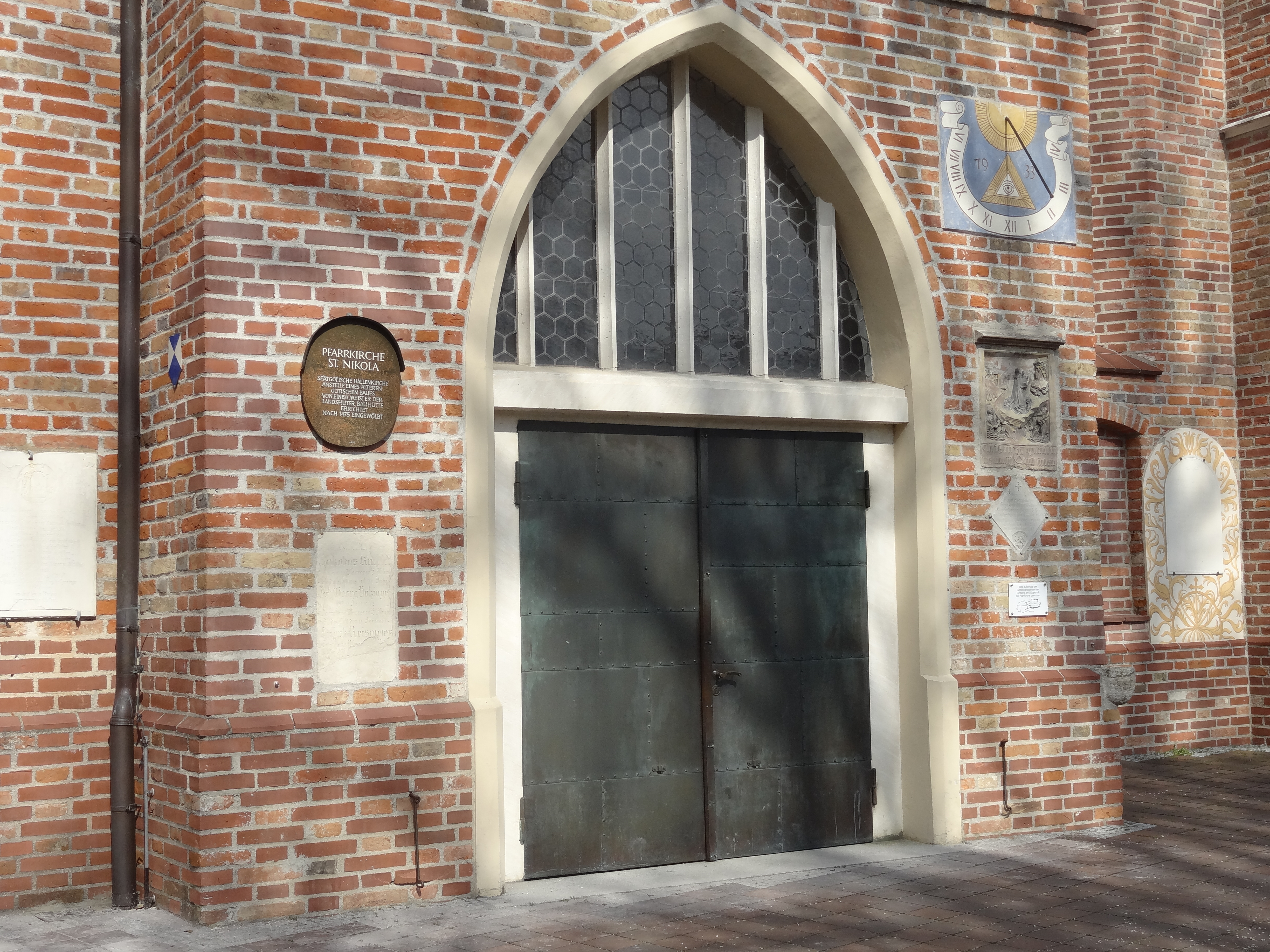
Kirche Alt-St. Nikola: Südportal

Kirche Alt-St. Nikola: Innenansicht

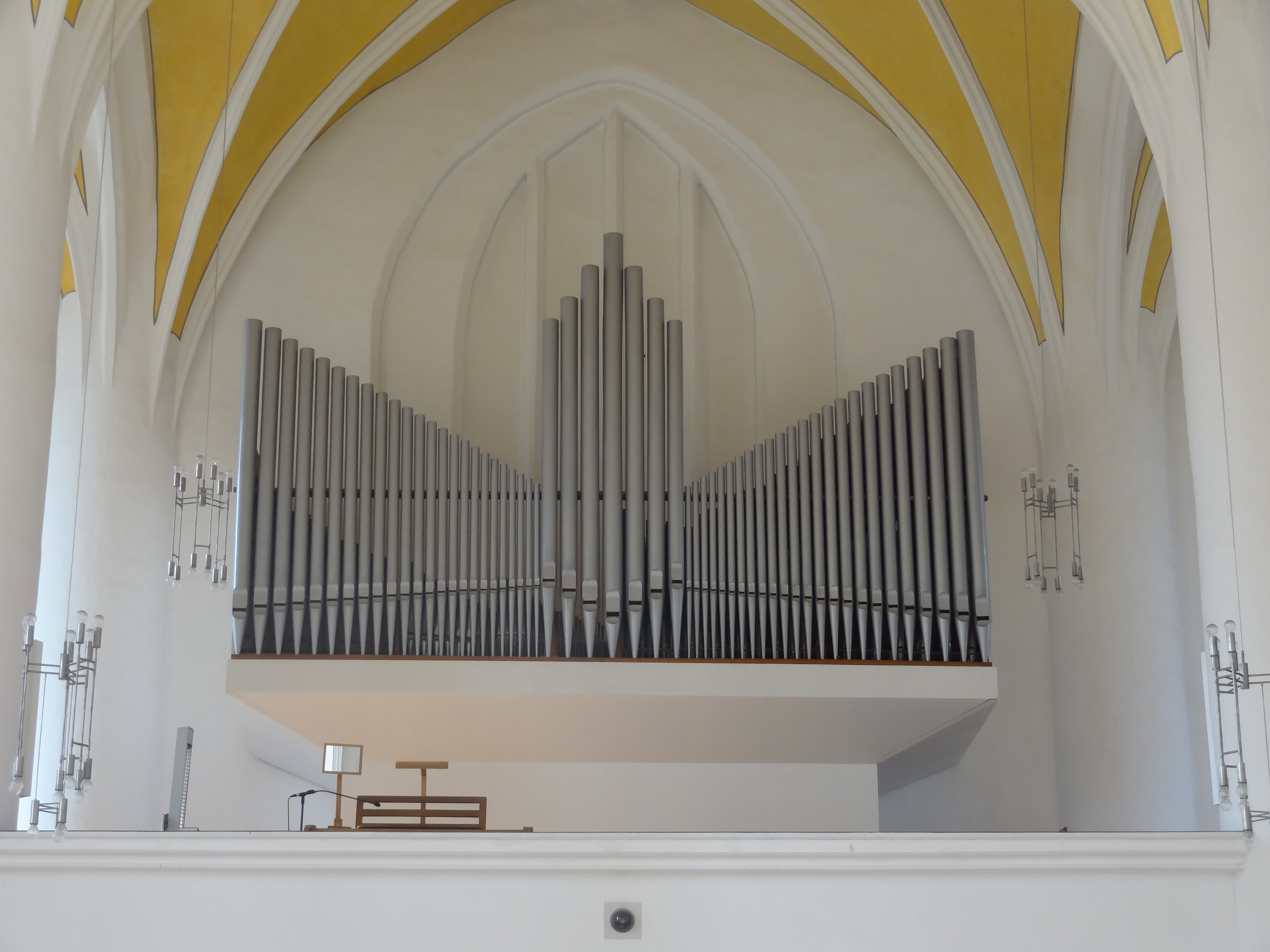
Kirche Alt-St. Nikola: Orgel

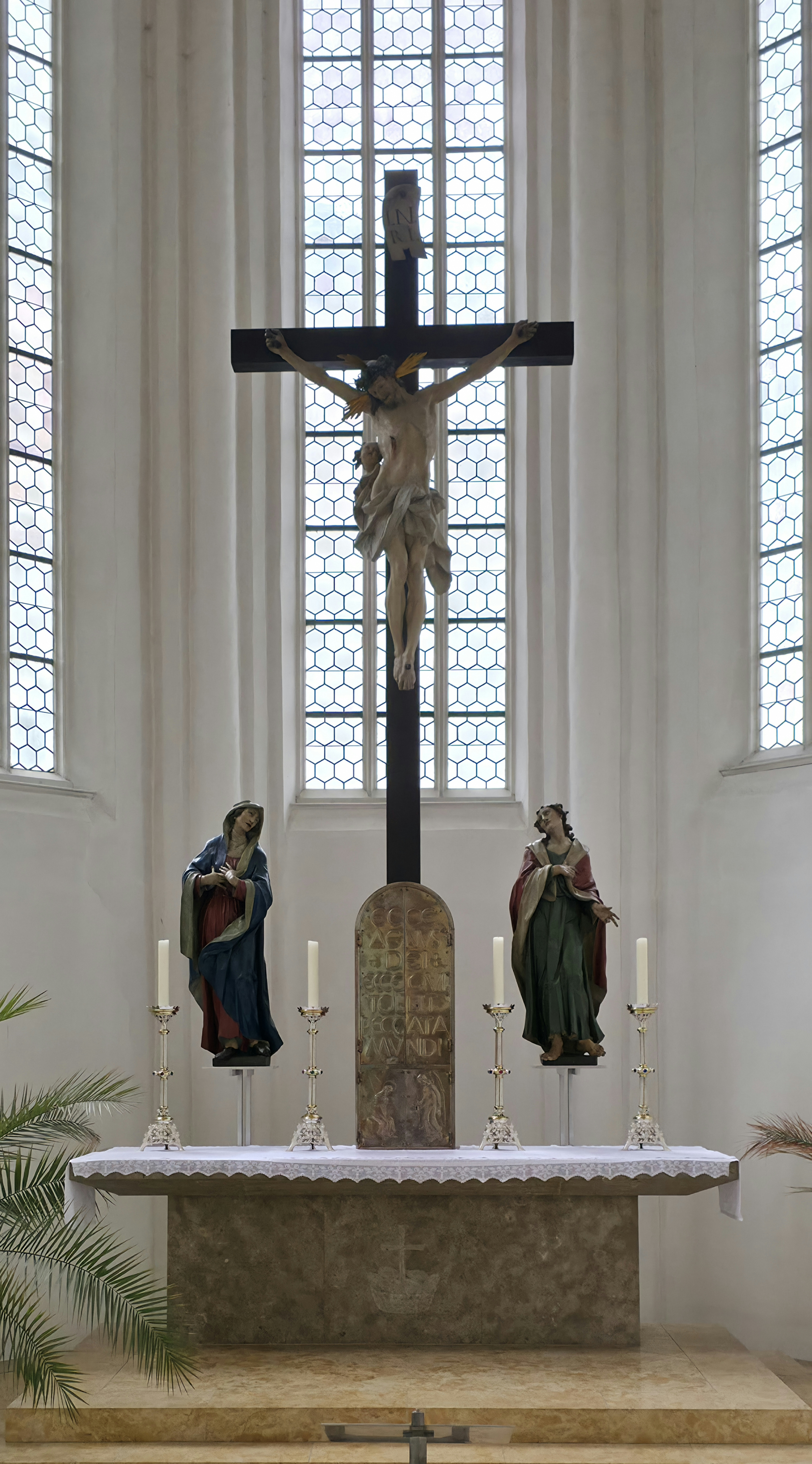
Kirche Alt-St. Nikola: Kreuzigungsgruppe mit Altarkreuz (Christian Jorhan d. Ä., 1779) und Figuren von Maria und Johannes

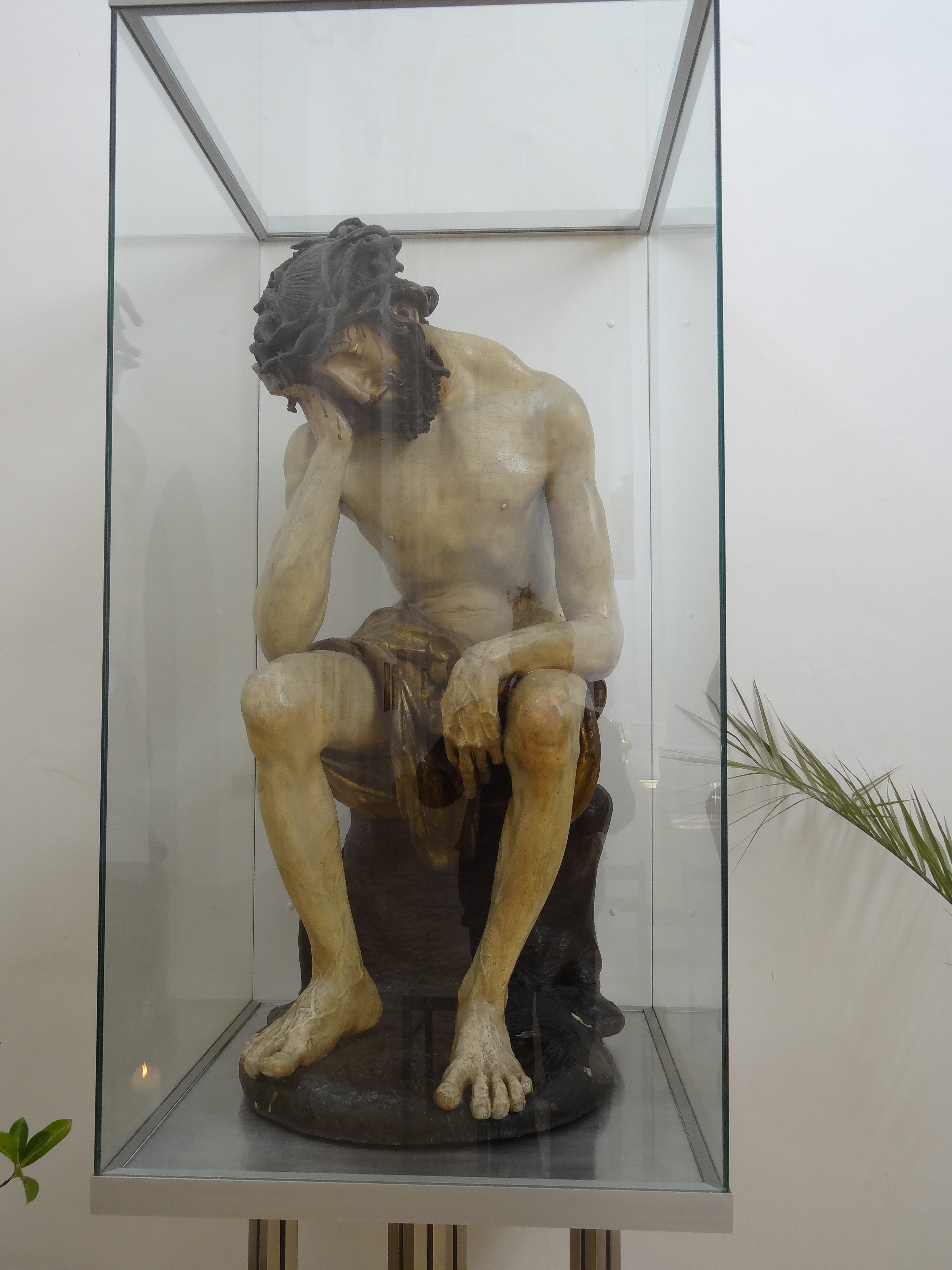
Kirche Alt-St. Nikola: Christus in der Rast (Hans Leinberger, vor 1520)

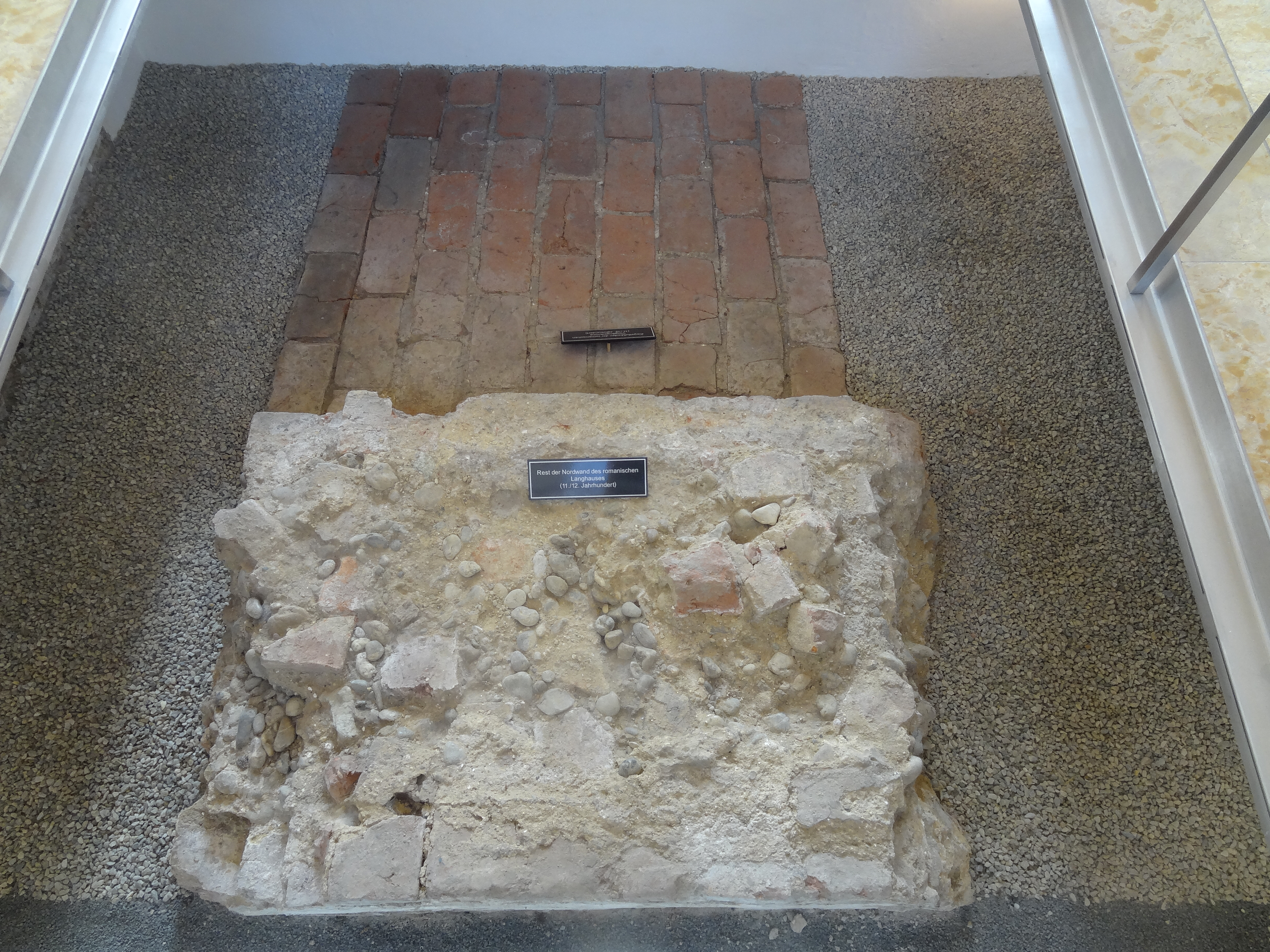
Kirche Alt-St. Nikola: „Archäologisches Fenster“

Die römisch-katholische Pfarrkirche St. Nikola im gleichnamigen Stadtteil ist die älteste Kirche der Stadt Landshut nördlich der Isar. Der Bauform nach handelt es sich um eine dreischiffige Hallenkirche. 1967 wurde zusätzlich ein Neubau in Zentralbauweise erstellt, der seither Mittelpunkt der Pfarrei und bis heute jüngster Kirchenbau Landshuts ist (Neu-St. Nikola). Patron beider Kirchengebäude ist der Heilige Nikolaus von Myra (Patrozinium 6. Dezember).

## Alt-St. Nikola

### Geschichte
Die Ansiedlung im heutigen Stadtteil Nikola scheint bereits wesentlich älter zu sein als die Stadt Landshut selbst, da St. Nikola 1157 (und damit 47 Jahre vor der Stadtgründung) Filialkirche von Ergolding wurde. Eine Kirche könnte aber schon wesentlich früher existiert haben, da sich in der Nähe seit spätrömischer Zeit eine wichtige Handelsroute mit Isarübergang befand und der Heilige Nikolaus als Schutzpatron der Reisenden verehrt wird. Nach der Gründung Landshuts wurde St. Nikola bald Teil der Stadt und 1232 von der durch Ludmilla, der Witwe Ludwigs des Kelheimers, gegründeten Zisterzienserinnenabtei Seligenthal inkorporiert. 1252 wird erstmals das St.-Barthlmä-Leprosenhaus bei St. Nikola mit zugehöriger St.-Bartholomäus-Kirche erwähnt; beides existiert seit etwa 1800 nicht mehr. Das älteste erhaltene Matrikelbuch datiert aus dem Jahr 1616, 1666 wird die Pfarrei St. Nikola von der Pfarrei Ergolding abgespalten.
Anstelle eines romanischen Vorgängerbaus, von dem Mauerreste in den heutigen Chor integriert sind, wurde im 14. Jahrhundert eine gotische Kirche errichtet, von dem heute noch die Grundmauern des Chores und Chorflankenturm erhalten sind. Diese wurden mittels eines dendrochronologischen Verfahrens auf 1389/90 datiert. Nach 1475 erhielt das Gotteshaus durch eine Erhöhung des Chores und einen Neubau des Langhauses des seine heutige Gestalt. Ausführender Baumeister war vermutlich Stefan Purghauser, Sohn des Hans von Burghausen und am Bau der Stiftsbasilika St. Martin beteiligt. 1481 wurde laut Inschrift der Dachstuhl durch den Landshuter Stadtzimmermeister Conrad Günzkofer aufgesetzt. Damit dürfte die Kirchenbau fertiggestellt worden sein.
Alt-St. Nikola ist eine dreischiffige, gewölbte Hallenkirche mit einem einschiffigen Chor, welcher über die gleiche Höhe wie das Langhaus verfügt. Das Netzgewölbe und die Rundpfeiler finden sich in ähnlicher Form in der Landshuter Heilig-Geist-Kirche wieder. Die Schlusssteine im Chorgewölbe zeigen Maria mit dem Kinde und den Heiligen Nikolaus sowie die Wappen der Stadt Landshut, des Klosters Seligenthal, des Herzogs Georg von Bayern-Landshut und seiner Gattin Jadwiga von Polen – also muss das Kirchengebäude nach deren Hochzeit 1475 entstanden sein.
Die spätgotische Ausstattung sowie die spätere barocke und neugotische Ausstattung der Kirche sind größtenteils verlorengegangen. Heute ziert ein großes Kreuz des Bildhauers Christian Jorhan d. Ä. von 1779 den Hochaltar. Das bedeutendste Kunstwerk der Kirche in jedoch die lebensgroße Holzskulptur Christus in der Rast von ca. 1523, gefertigt vom Landshuter Bildschnitzer Hans Leinberger.
An der Kirche entstanden beim Luftangriff auf den nahen Landshuter Hauptbahnhof am 19. März 1945 erhebliche Schäden. 1993 wurde festgestellt, dass die Kirche aufgrund von Fundamentschäden einsturzgefährdet ist. Die hölzernen Fundamentpfähle waren infolge der Regulierungsmaßnahmen der Isar im 20. Jahrhundert vermodert – ein „Schicksal“, das sich die Pfarrkirche mit anderen Landshuter Kirchen teilt. In aufwändigen Arbeiten wurden die Holzpfähle durch ein Betonfundament ersetzt. Während dieser Renovierungsmaßnahmen war die Kirche von 1993 bis 2001 nicht zugänglich. Bei der Renovierung wurden auch alte Mauerreste des romanischen Vorgängerbaus entdeckt, die heute durch ein „Archäologisches Fenster“ im Boden sichtbar sind. Außerdem wurde der Innenraum leicht umgestaltet.

### Beschreibung
Das Äußere der Kirche ist ein für Landshut typischer Backsteinbau der Spätgotik, welcher sich innerhalb der Ummauerung des 1913 aufgelösten Friedhofs befindet. Es handelt sich um eine dreischiffige Hallenkirche mit einschiffigem Chor, der außen durch einen aufwändigen Dachfries gegliedert wird. Der gotische Chorflankenturm mit quadratischem Grundriss ist durch Spitzbogenblenden geschossweise gegliedert und verfügt über einen erst im 19. Jahrhundert aufgesetzten Spitzhelm. Letzterer umfasst ein Joch und schließt in fünf Seiten des Achtecks. Das Langhaus ist dagegen fünfjochig, wobei sich diese Unterteilung in den Strebepfeilern außen widerspiegelt. Die Schiffe werden von vier Rundsäulen getrennt; im hintersten Joch des Mittelschiffes befindet sich die Orgelempore. Durch die großen Spitzbogenfenster erscheint der Kirchenraum hell und lichtdurchflutet, was durch die weiße Wandfarbe noch unterstützt wird. Lediglich das Chor und Langhaus überdeckende Netzgewölbe ist einem kräftigen Ockerton gestrichen.
Dominierendes Element des Altarraumes ist eine Kreuzigungsgruppe mit einem Kruzifix, welches 1779 von Christian Jorhan d. Ä. geschaffen wurde. Dieses befindet sich auf einem modern gestalteten Altar und wird flankiert von den Figuren von Maria und Johannes, die zwar aus dem Umfeld Jorhans stammen, aber ursprünglich nicht zu dem Kruzifix gehörten. Der moderne Volksaltar des Nürnberger Metallbildners Klaus-Peter Scherer ist eher dezent gestaltet und leicht in das Mittelschiff vorgerückt. Die Schlusssteine im Chorgewölbe zeigen neben den Wappen weltlicher Unterstützer des Kirchenbaus – Herzog Georg des Reichen, seiner Gemahlin Hedwig, der Stadt Landshut und des Klosters Seligenthal – auch die Schutzheiligen der Kirche. So finden sich dort auch das Haupt Christi, die Madonna mit dem Kind und der heilige Nikolaus als Kirchenpatron. An den Wänden des Altarraumes finden sich noch Gemälde aus dem Jahr 1608, als die Kirche im Stile der Renaissance umgestaltet wurde. Über dem Eingang zur Sakristei an der Südwand sind die Verkündigung an Maria und – wesentlich kleiner – Gottvater dargestellt; an der Nordwand ist noch ein Fragment erhalten, auf dem ein Baldachin und Putten zu erkennen sind.
Der große, spitze Chorbogen wird flankiert von Figuren des Kirchenpatrons Nikolaus (links) und des Regensburger Bistumspatrons Wolfgang (rechts). Anstelle von Seitenaltären befinden sich an den Stirnwänden der Seitenschiffe spätbarocke Figuren der Madonna mit Kind (links) und des auferstandenen Christus (rechts). Auch der Christus an der Geißelsäule, welcher im nördlichen Seitenschiff platziert ist, wird dieser Stilepoche zugeordnet. Aus jüngerer Zeit stammen hingegen die Figuren der Heiligen Josef und Antonius unter der Empore. Das wohl wertvollste Ausstattungsstück der Kirche ist der spätgotische Christus in der Rast von Hans Leinberger aus der Zeit vor 1520, der sich in einem Glaskasten im südlichen Seitenschiff befindet. An der Halbsäule rechts des Chorbogens befindet ebenfalls ein 1608 gestiftetes Gemälde, das die Geburt Christi darstellt. Das große Fresko vom Tod des heiligen Nikolaus über dem Nordportal fertigte der Münchener Maler Waldemar Kolmsperger im letzten Viertel des 19. Jahrhunderts. Zwischen der ersten und zweiten Säule auf der linken Seite befindet sich ein offener Bereich im Fußboden, das sogenannte „Archäologische Fenster“, welches den Blick auf die Überreste der romanischen Vorgängerkirche freigibt. Wie hier erkennbar, lag diese etwa einen halben Meter tiefer.

### Archäologisches Fenster
Bei der jüngsten Renovierung der alten St.-Nikola-Kirche wurde ein sogenanntes „Archäologisches Fenster“ eingebaut; eine Informationstafel gibt Aufschluss über die verschiedenen Bauphasen der romanischen Vorgängerkirches, die anhand der Befunde festgestellt werden konnten. Der erste Bauabschnitt dürfte bereits im 12. oder sogar im 11. Jahrhundert entstanden sein. Es handelte sich dabei um einen einfache, nahezu rechteckigen Saalbau mit einer Länge von 12,20 Metern sowie einer Breite von 9,20 Metern im Westen und 9,00 Metern im Osten. Das 1,00 bis 1,10 Meter dicke Mauerwerk wurde in einer Zweischalentechnik ausgeführt, wobei die Außenhülle aus massivem Mauerwerk und die innere Schicht aus gestampftem Lehm und Geröllen besteht. Der aus rechteckigen Ziegelplatten bestehende Fußboden dieser Urkirche ist, wie im Archäologischen Fenster zu sehen, weitgehend erhalten. Außerdem sieht man dort ein Mauerfragment der Nordwand, das älteste bekannte Steinmauerwerk im Landshuter Stadtgebiet. In einer zweiten Bauphase, wahrscheinlich nur kurz nach Fertigstellung der ersten, wurde an den bestehenden Bau ein Ostchor mit Innenabmessungen von 4,40 auf 3,70 Metern angebaut. Für den Altar wurde eigens quadratisches Ziegelfundament mit einer Kantenlänge von 1,80 Metern errichtet. Dessen wiederum zweischaliges Mauerwerk ist nur noch rund 70 Zentimeter dick.
Die dritten Bauphase wird dagegen auf das 13. Jahrhundert, also mindestens etwa 100 Jahre später, datiert. Dabei wurde das Langhaus des romanischen Kirchenbaus um 4,80 Meter nach Westen erweitert. Wegen des hier unsicheren Grundes setzte man die neue, in Ziegelbauweise errichtete Westmauer auf ein sehr tiefes Fundament. Außerdem erhielt der Erweiterungsbau ein Nord- und ein Südportal. Der gesamte Innenraum wurde mit einem neuen, rund 20 Zentimeter höher liegenden Ziegelfußboden ausgestattet. In der vierten und letzten Bauphase, die wiederum nur kurz nach der dritten anzusetzen ist, wurden vor den beiden Portalen Anbauten errichtet. Diese wurden, wie man am Nordportal nachweisen konnte, mit einem Ziegelfußboden versehen. Möglicherweise dienten sie als Übergang zu dem in der Nähe errichteten St.-Barthlmä-Leprosenhaus. Außerdem konnte festgestellt werden, dass die Ostmauer des südlichen Anbaus nachträglich noch mit einer zweiten Ziegelschicht verstärkt wurde.

## Neu-St. Nikola

Pfarrkirche Neu-St. Nikola: Innenansicht

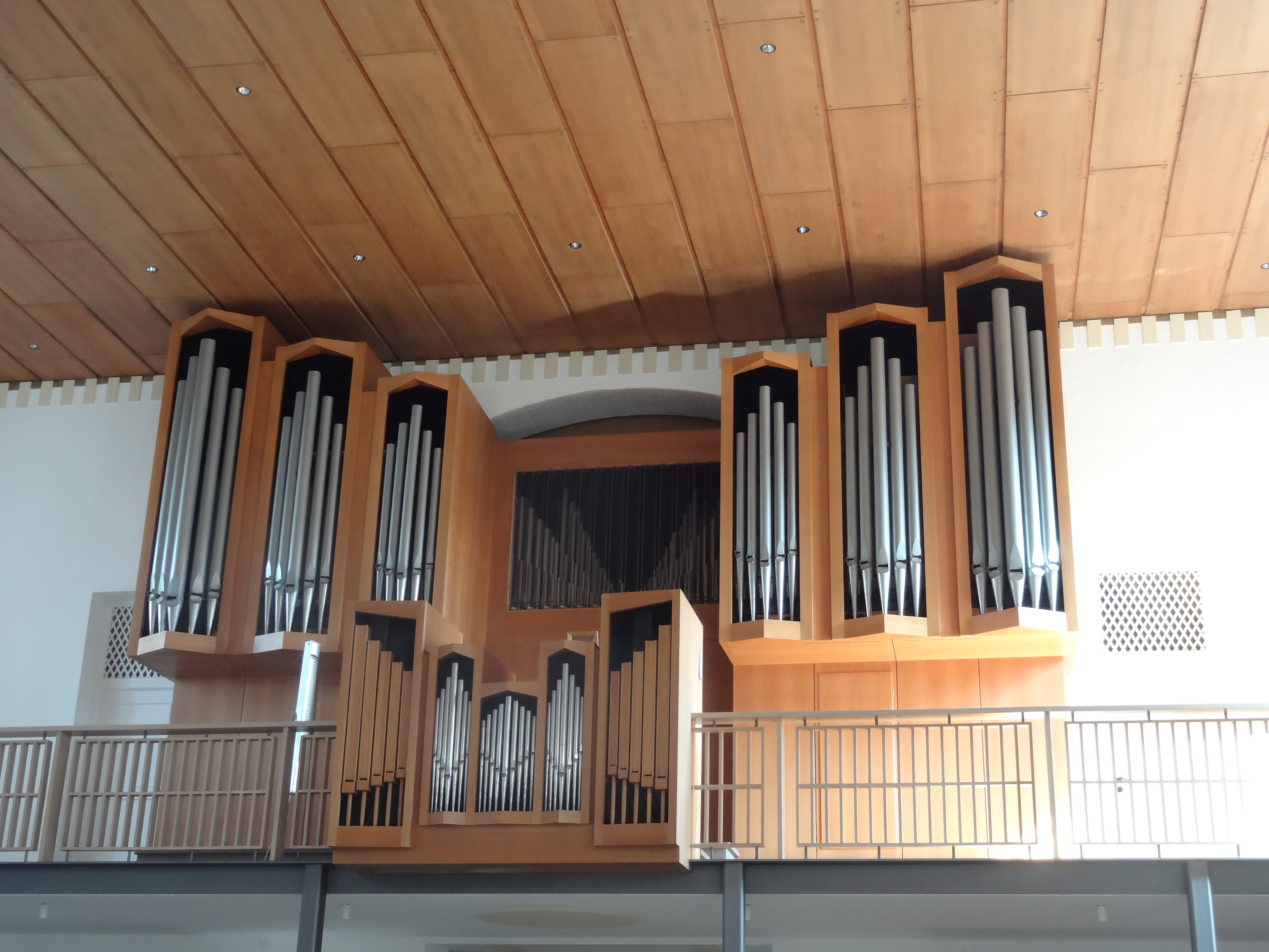
Pfarrkirche Neu-St. Nikola: Orgel

Während die Pfarrei St. Nikola im Jahr 1860 nur rund 500 Seelen zählt, wuchs die Gemeinde im 20. Jahrhundert stark an und die Kirche Alt-St. Nikola wurde bald zu klein, um alle Kirchenbesucher aufzunehmen. Aus diesem Grund wurden zunächst die Pfarreien St. Wolfgang (1942), St. Konrad (1952) und St. Pius (1963) vom Pfarrgebiet abgespalten. Dennoch wurde die alte Pfarrkirche bald wieder zu klein, sodass in den Jahren 1966 bis 1967 westlich der alten Kirche auf dem Grund des 1913 aufgelassenen Friedhofs die moderne Pfarrkirche Neu-St. Nikola entstand. Der durch einen eingeschossigen Verbindungstrakt an die bestehende Kirche angebundene Zentralbau in Kreuzform wurde nach den Plänen des Architekten Hans Döllgast errichtet. An dessen Westfassade ist ein Turm mit Pultdach angebaut, der auf Betonstützen ruht. Dieser ist wie Neu-St. Nikola insgesamt als unverputzter Backsteinbau ausgeführt, was eine Verbindung zur alten Kirche herstellen soll.
Der moderne Bau wurde zurückhaltend von dem Bildhauer Curt Porzky aus Altötting ausgestattet. Zentrales Gestaltungselement ist eine Kreuzigungsgruppe – der sterbende Christus flankiert von seiner Mutter Maria und seinem Lieblingsjünger Johannes –, die seit der Renovierung in den Jahren 2013 und 2014 durch eine vergoldete Rückwand noch stärker zur Geltung kommt. Vor dieser ist der Tabernakel platziert. Der Ambo und der Volksaltar sind dagegen aus dem westlichen Kreuzesarm deutlich nach vorne gerückt und befinden sich beinahe in der Mitte des Kirchenraumes. In den drei übrigen Armen befinden sich die Kirchenbänke für die Gemeinde. Der östliche Kreuzesarm wird von der Orgelempore überdeckt, darunter der Übergang zur alten Kirche. Hier befindet sich auch ein moderner Taufstein.

## Pfarreileben
1975 wurde als wichtiges Zentrum des Pfarreilebens ein Pfarrheim errichtet. Es dient heute unter anderem dem Theater Nikola, einer bekannten Laienspielgruppe, als Aufführungsort.